# Neivamyrmex alfaroi
Neivamyrmex alfaroi är en myrart som först beskrevs av Carlo Emery 1890.  Neivamyrmex alfaroi ingår i släktet Neivamyrmex och familjen myror. Inga underarter finns listade i Catalogue of Life.